# Infanterie-Division Friedrich Ludwig Jahn
La Infanterie-Division Friedrich Ludwig Jahn fu una divisione dell'esercito tedesco attiva durante la seconda guerra mondiale. 

## Storia
La divisione venne costituita il 31 marzo 1945 nell'area di Jüterbog da membri della 215. Infanterie-Division più altre truppe integrate da altre divisioni, verso la fine di aprile venne spostata a Potsdam vicino a Berlino, da qui nei giorni successivi fu impegnata in diverse battaglie difensive e costretta ad arretrare fino al fiume Elba, dove venne fatta prigioniera dalla truppe americane l'8 maggio e venne in seguito consegnata alle forze sovietiche.

## Ordine di battaglia[3]
- Grenadier-Regiment Friedrich Ludwig Jahn 1
- Grenadier-Regiment Friedrich Ludwig Jahn 2
- Grenadier-Regiment Friedrich Ludwig Jahn 3
- Artillerie-Regiment Friedrich Ludwig Jahn
- Division-Füsilier-Bataillon Friedrich Ludwig Jahn
- Pionier-Bataillon Friedrich Ludwig Jahn

## Comandanti
- Obrest Gerhard Klein (1° marzo 1945 - 8 maggio 1945)[3]